# Bulbauchenia globosa
Bulbauchenia globosa är en insektsart som beskrevs av Funhouser. Bulbauchenia globosa ingår i släktet Bulbauchenia och familjen hornstritar. Inga underarter finns listade i Catalogue of Life.